# Powstanie Kiereńskiego i Krasnowa
Powstanie Kiereńskiego i Krasnowa – powstanie antybolszewickie będące próbą odzyskania władzy przez Aleksandra Kiereńskiego po obaleniu Rządu Tymczasowego w Piotrogrodzie.
Po obaleniu Rządu Tymczasowego, Kiereński zbiegł z Piotrogrodu do Pskowa, gdzie rozpoczął zbieranie armii lojalnej wobec niego. Zebrawszy ok. 700 ludzi (w tym kadetów ze szkoły wojskowej junkrów, ok. 600 kawalerzystów, 12 dział oraz 1 samochód pancerny), na dowódcę swojej armii wyznaczył Piotra Krasnowa.
Oddziały Kiereńskiego z sukcesem zajęły Carskie Sioło, lecz następnego dnia zostały rozbite na Wzgórzach Pułkowskich. Klęska Kiereńskiego zmusiła go do emigracji najpierw do Francji, a potem do Stanów Zjednoczonych.